# حربيل (حربيل)
حربيل هي إحدى مشيخات المملكة المغربية، تتبع جغرافيا لعمالة مراكش وإداريًا لحربيل. يقدر عدد سكانها بـ 17007 نسمة حسب الإحصاء الرسمي للسكان والسكنى لسنة 2004.